# Награда Милутин Бојић
Наградa Милутин Бојић додељује се младим песницима до 35 година старости за циклус песама. Награду је 2014. године установила Библиотека Милутин Бојић из Београда уз подршку Министарства културе и информисања Републике Србије.

## О награди
Награда за победника конкурса подразумева штампање песничке збирке у року од годину дана од дана уручења повеље и проглашења победника. Књига се штампа у тиражу од 300 примерака. Библиотека Милутин Бојић на овај начин жели да афирмише и подстакне стваралаштво младих и талентованих песника, као и да допринесе популаризацији поезије. Додељивање ове награде има за циљ и подсећање на живот и дело великог српског песника Милутина Бојића.

## Жири
Стручни жири чини троје еминентних књижевних критичара и песника: Милета Аћимовић Ивков, Слађана Илић и Дарко Даничић. Жири бира најбоље радове пристигле на конкурсу и на дан рођења Милутина Бојића, 19. маја, проглашава победника коме се том приликом свечано уручује повеља.

## Проглашење победника
Истог дана, 19. маја, на Дан Библиотеке Милутин Бојић, након проглашења победника конкурса, представља се и збирка песама прошлогодишњег победника.

## Добитници
| Година | Добитник | Добитник                                    | Назив циклуса                       | Ужи избор                                                                   | Реф.   |
| ------ | -------- | ------------------------------------------- | ----------------------------------- | --------------------------------------------------------------------------- | ------ |
| 2014.  |          | Милица Милосављевић (Чачак, 1991)           |                                     | Јана Алексић, Саша Скалушевић                                               | [ 2 ]  |
| 2015.  |          | Радомир Д. Митрић                           | На путу за Хесперију                | Ана Марија Грбић, Ирена Плаовић, Александра Радичевић и Бранислав Живановић | [ 3 ]  |
| 2016.  |          | Бојан Тодоровић (Шабац, 1992)               | Чарли или добри дечаци лоших држава | Сања Јанков и Тамара Хрин                                                   | [ 4 ]  |
| 2017.  |          | Ајтана Дрековић (Тутин, 1991)               |                                     | Стеван Брадић, Ерсан Муховић, Тамара Хрин и Немања Драгаш                   | [ 5 ]  |
| 2018.  |          | Александра Батинић (Азања, 1993)            | Неприпадања                         | Спасоје Јоксимовић                                                          | [ 6 ]  |
| 2019.  |          | Марко Поропатић (Београд, 1984)             | Стаклене маске                      |                                                                             | [ 7 ]  |
| 2020.  |          | Немања Драгаш                               | Деоба парампарчади                  | Тијана Саватић и Ивана Пантелић                                             | [ 8 ]  |
| 2021.  |          | Александра Јовичић Ђиновић (Приштина, 1986) |                                     |                                                                             | [ 9 ]  |
| 2022.  |          | Искра Брајовић                              |                                     |                                                                             | [ 10 ] |